# Прод (Сибињ)
Прод (рум. Prod) насеље је у Румунији у округу Сибињ у општини Хогилаг. Oпштина се налази на надморској висини од 372 m.

## Становништво
Према подацима из 2002. године у насељу је живело 274 становника.

### Попис2002.
| Расподела становништва по националности 2002.‍ | Расподела становништва по националности 2002.‍ | Расподела становништва по националности 2002.‍ | Расподела становништва по националности 2002.‍ | Расподела становништва по националности 2002.‍ |
| --------------------------------------------- | --------------------------------------------- | --------------------------------------------- | --------------------------------------------- | --------------------------------------------- |
|                                               |                                               |                                               |                                               |                                               |
| Румуни                                        | Румуни                                        |                                               | 265                                           | 98,1%                                         |
| Мађари                                        | Мађари                                        |                                               | 5                                             | 1,9%                                          |